# Trophithauma pellucidum
Trophithauma pellucidum är en tvåvingeart som beskrevs av Goto 1984. Trophithauma pellucidum ingår i släktet Trophithauma och familjen puckelflugor. Inga underarter finns listade i Catalogue of Life.